# Fokalisering
Fokalisering är ett begrepp inom narratologi, myntat av litteraturkritikern Gerard Genette 1972. Fokalisering har att göra med vad som återges av berättaren (och bör alltså inte förväxlas med berättare och berättelsenivå), närmare bestämt vilken position berättaren intar. Genette skiljer mellan icke-fokalisering, extern fokalisering och intern fokalisering. 

## Olika former av fokalisering
Man skiljer mellan icke-fokalisering eller noll/fokalisering, intern och extern fokalisering: 
- I icke-fokalisering ser berättaren och vet mer än fokalisatorn (till exempel vad de andra personerna tänker). (Se Barnbokens byggklossar av Maria Nikolajeva, 2004, s. 172.)
- I extern fokalisering intar berättaren ett närmast allvetande perspektiv i 3:e person. Detta brukar (men måste inte) förknippas med en neutral hållning, och används särskilt ofta i början av en roman då världens ramar och villkor anges.
- I intern fokalisering återger berättaren, enligt Gérard Genette, berättelsen inifrån en karaktär. Det innebär att texten avslöjar vad någon "upplever", ser, hör eller tänker. Det kan göras i en jag-berättande form, men är inte nödvändigt.

Den person genom vilken berättaren väljer att se den framberättade världen (diegesen) kallas fokalisator av Mieke Bal. Genette menar däremot att fokalisator är en onödig term och att den möjligen kan referera till berättaren, egentligen författaren. (Se Narrative Discourse Revisited av Gérard Genette.)

### Sammanfattning
Claes-Göran Holmberg och Anders Ohlsson sammanfattar i sin Epikanalys fokalisering på följande sätt:
| ”                | Fokaliseringen kan vara extern och då äga rum i nära anslutning till berättaren eller intern och då ta sin utgångspunkt i närheten av en karaktär. Skillnaden mellan dessa båda typer av fokalisering kan också avläsas i vad som fokaliseras med avseende på de fyra aspekterna rum, tid, kunskap och känslor. Om extern fokalisering föreligger kan berättaren röra sig fritt i tid och rum. Mot detta obegränsade fågelperspektiv står, då intern fokalisering råder, en begränsning till karaktärernas här och nu. I externt fokaliserade texter har berättaren, till skillnad från då intern fokalisering råder, obegränsad kunskap om allehanda förhållanden i den fiktiva verkligheten: berättaren vet mer än de uppträdande karaktärerna. Slutligen när det gäller aspekten känslor så är en objektiv eller neutral ton utmärkande för extern fokalisering, medan det i den interna varianten inte sällan finns en subjektiv ton i berättarens framställning. | „ |
| – Ur Epikanalys. | |   |